# Anatasio

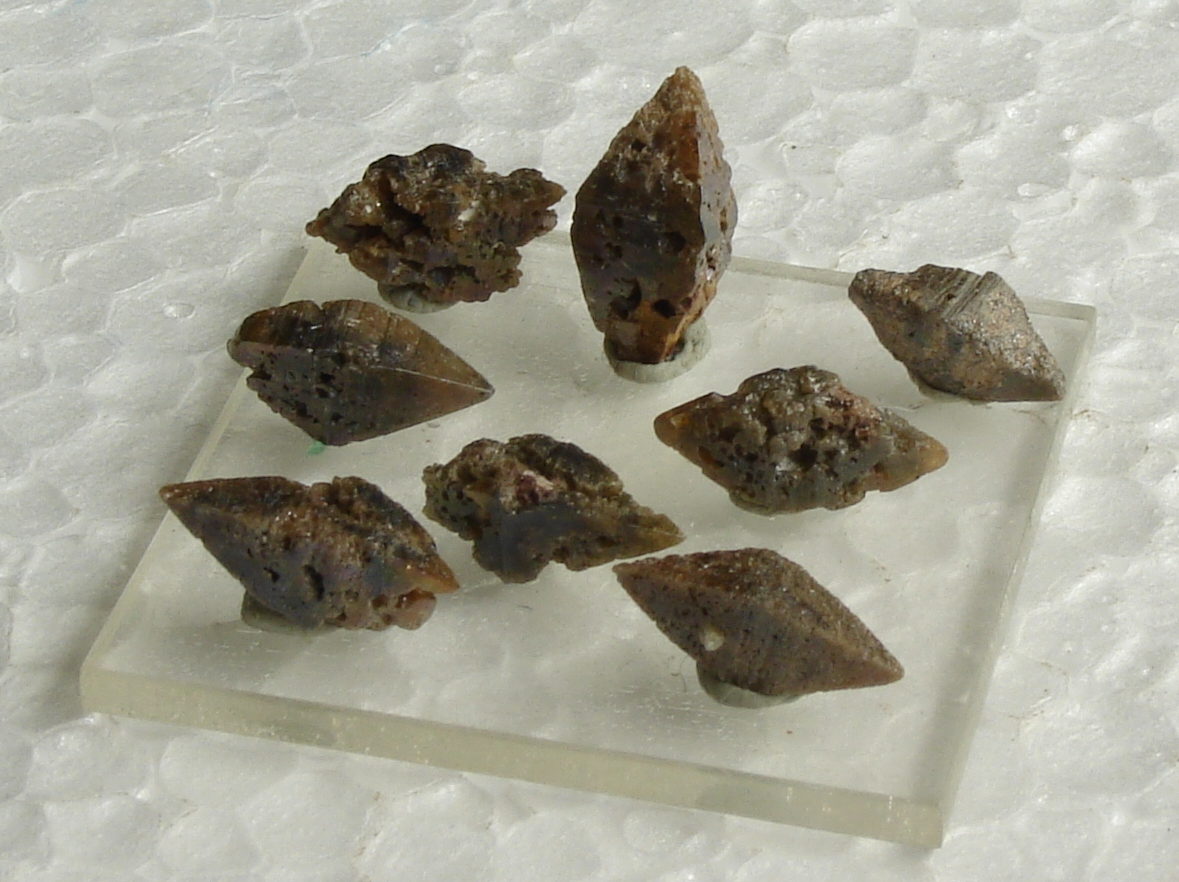
Cristalli di anatasio da Gouveia, Brasile

L'anatasio è una delle cinque forme minerali naturali del biossido di titanio (le altre sono la brookite, il rutilo, l'akaogiite e il TiO2 II). Si trova sempre sotto forma di cristalli piccoli, isolati e sviluppati in modo netto e, come il rutilo, una forma più comune di ossido di titanio, cristallizza nel sistema tetragonale. Nonostante il grado di simmetria sia lo stesso per entrambi, non c'è relazione tra gli angoli interfacciali dei due minerali se non, naturalmente, nella zona prismatica di 45° e 90°. La piramide comune di anatasio, parallelamente alle cui facce c'è clivaggio perfetto, ha un angolo sullo spigolo polare di 82°9', mentre il corrispondente angolo del rutilo è di 56°52½'.

## Morfologia
Comune in ottaedri con i vertici acuti o troncati. L’Anatasio si presenta sotto forma di cristalli bipiramidali, pseudoottaedrici e, nella varietà “ottaedrite”, tabulari. Il colore varia dal nero metallico al blu zaffiro al giallo miele. È duro, pesante, perfettamente sfaldabile. La polvere è di colore giallo. L’Anatasio è infusibile e insolubile.

## Origine e giacitura
Si rinviene associato a quarzo, titanite, adularia, nelle fessurazioni o nelle vene di tipo alpino che si formano a bassa temperatura. Si accumula nelle sabbie dei depositi alluvionali sedimentari.
Si trova sui cristalli di quarzo nelle valli di Binna e di Tavetsch in Svizzera e di Saint-Christophe-en-Oisans in Francia. In Italia è presente in Valdossola a Beuro, in Val Devero e a Sondalo in Valtellina (Mindat). Segnalata in Francia nel Delfinato e in Norvegia. Nel continente americano si trova a Gunnison in Colorado, a Sommerville in Massachusetts e a Gouveia in Brasile. 
Presente anche in Sudafrica e negli Urali meridionali.